# Théorème de Millman
Le théorème de Millman est une forme particulière de la loi des nœuds exprimée en termes de potentiel. Il est ainsi nommé en l'honneur de l'électronicien ukrainien Jacob Millman.

## Énoncé

Illustration du théorème de Millman

Dans un réseau électrique de branches en parallèle, comprenant chacune un générateur de tension parfait en série avec un élément linéaire, la tension aux bornes des branches est égale à la somme des forces électromotrices respectivement multipliées par l'admittance de la branche, le tout divisé par la somme des admittances..
On appelle {\displaystyle Y_{k}} l'admittance correspondant à l'inverse de l'impédance {\displaystyle Z_{k}} ({\displaystyle Y_{k}={\frac {1}{Z_{k}}}}).
{\displaystyle V_{M}={\frac {\displaystyle \sum _{k=1}^{N}\alpha _{k}E_{k}\cdot Y_{k}}{\displaystyle \sum _{k=1}^{N}Y_{k}}}={\frac {\displaystyle \sum _{k=1}^{N}\alpha _{k}{\frac {E_{k}}{Z_{k}}}}{\displaystyle \sum _{k=1}^{N}{\frac {1}{Z_{k}}}}}}, avec {\displaystyle \alpha _{k}=\pm 1} selon le sens du courant .
Dans le cas particulier d'un réseau électrique composé de résistances :
{\displaystyle V_{M}={\frac {\displaystyle \sum _{k=1}^{N}\alpha _{k}E_{k}\cdot G_{k}}{\displaystyle \sum _{k=1}^{N}G_{k}}}={\frac {\displaystyle \sum _{k=1}^{N}\alpha _{k}{\frac {E_{k}}{R_{k}}}}{\displaystyle \sum _{k=1}^{N}{\frac {1}{R_{k}}}}}}, avec {\displaystyle \alpha _{k}=\pm 1} selon le sens du courant et G, la conductance.
On peut aussi le généraliser avec des générateurs de courants. S'il y a, toujours en parallèle, des courants {\displaystyle Ig_{k}} (par exemple les courants provenant des générateurs de courant) connus injectés vers le même point M, alors on peut écrire :
{\displaystyle V_{M}={\frac {\displaystyle \sum _{k=1}^{N}E_{k}\cdot G_{k}+\sum _{k=1}^{P}Ig_{k}}{\displaystyle \sum _{k=1}^{N}G_{k}}}={\frac {\displaystyle \sum _{k=1}^{N}{\frac {E_{k}}{R_{k}}}+\sum _{k=1}^{P}Ig_{k}}{\displaystyle \sum _{k=1}^{N}{\frac {1}{R_{k}}}}}}
On remarque que la présence de générateurs de courants ne modifie pas le dénominateur.
Une démonstration peut en être faite rapidement en utilisant le théorème de Norton : Chaque branche peut être transformée en son générateur de Norton équivalent. La somme des intensités des courants débités par les générateurs de courant traverse alors une conductance égale à la somme des conductances de chaque branche. L’application de la loi d'ohm donne alors la tension à vide aux bornes du dipôle soit la relation donnée par le théorème de Millman.

## Exemple

Exemple d'application du théorème de Millman

- Sur la figure ci-contre, la tension {\displaystyle V_{ab}}  (ou {\displaystyle V_{M}} ), a été calculée en suivant la formule du théorème de Millman:

{\displaystyle V_{ab}={\frac {{\dfrac {V_{1}}{R_{1}}}+{\dfrac {V_{2}}{R_{2}}}+{\dfrac {V_{3}}{R_{3}}}}{{\dfrac {1}{R_{1}}}+{\dfrac {1}{R_{2}}}+{\dfrac {1}{R_{3}}}}}} {\displaystyle ={\frac {{\dfrac {10}{5}}+{\dfrac {0}{8}}+{\dfrac {-12}{3}}}{{\dfrac {1}{5}}+{\dfrac {1}{8}}+{\dfrac {1}{3}}}}=-{\dfrac {240}{79}}\approx {}-3V}

- Le signe négatif signifie que la tension au point {\displaystyle a} est négative par rapport à la masse commune.

Autre exemple:
Il n'est pas nécessaire que les sources de tension soient parfaites, celles-ci peuvent inclure des résistances même de forte valeur.

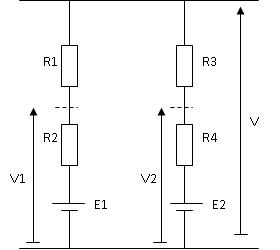
générateurs réels

{\displaystyle V={\frac {{\dfrac {E_{1}}{R_{1}+R_{2}}}+{\dfrac {E_{2}}{R_{3}+R_{4}}}}{{\dfrac {1}{R_{1}+R_{2}}}+{\dfrac {1}{R_{3}+R_{4}}}}}}

{\displaystyle V={\frac {{\dfrac {V_{1}}{R_{1}}}+{\dfrac {V_{2}}{R_{3}}}}{{\dfrac {1}{R_{1}}}+{\dfrac {1}{R_{3}}}}}}

## Applications
Ce théorème s'utilise avantageusement si {\displaystyle V_{M}} est nulle (par exemple, la tension différentielle d'un AOP en régime linéaire), le dénominateur n'a pas besoin alors d'être formulé.

## Énoncé en potentiel

Illustration du théorème de Millman en potentiel

Le théorème de Millman peut également s'écrire en potentiel plutôt qu'en différence de potentiel. {\displaystyle V_{k}} ne désigne plus alors la tension mais le potentiel électrique au nœud considéré. Son énoncé est alors simplifié comme suit :

{\displaystyle V_{M}={\dfrac {\displaystyle \sum _{k=1}^{N}{\frac {V_{k}}{Z_{k}}}}{\displaystyle \sum _{k=1}^{N}{\frac {1}{Z_{k}}}}}}